# Clément XI
Gianfrancesco Albani, né le 23 juillet 1649 à Urbino dans les Marches et décédé le 19 mars 1721 à Rome, est le 243e évêque de Rome, et donc pape de l’Église catholique qu'il gouverne de 1700 à sa mort en 1721, sous le nom de Clément XI (en latin Clemens XI, en italien Clemente XI).

## Biographie

### Origines familiales
D'origine albanaise, de Laç de Kurbini, son ancêtre, Michel Laçi, quitta l'Albanie avec ses deux fils, Georges et Philippe (combattants avec Skanderbeg) à cause des Turcs. Il s'installa à Urbino, en Italie, où il prit le nom d'Albani. Georges eut deux fils, Altobelli et Hannibal. Altobelli eut aussi deux fils, Horace et Charles. Horace s'installa à Rome, où il fut nommé sénateur par le pape Urbain VIII. Charles était le père de Gianfrancesco.
Une autre branche de la famille Albani s'installa à Bergame, se distinguant avec Gian Girolamo Albani (1504-1591), chanoine, auteur d'ouvrages importants, qui devint cardinal en 1570.
Clément XI nomma cardinal son neveu Hannibal (1682-1751).

### Carrière ecclésiastique
Gianfrancesco Albani entre à 11 ans au Collège romain, tenu par les jésuites. Avec comme précepteur particulier le père Pierre Poussines, il y fait de brillantes études et est remarqué par la reine Christine Ire de Suède alors en exil à Rome. À 28 ans, il est nommé gouverneur de Rieti. Il a ensuite la responsabilité des diocèses de Sabina et Orvieto. Rappelé à Rome, il est nommé vicaire de Saint-Pierre de Rome, puis secrétaire des brefs pontificaux. En 1690, il reçoit le Galero de cardinal au titre cardinalice de Santa Maria in Aquiro, bien qu'il ne soit pas encore prêtre.

### Pontificat

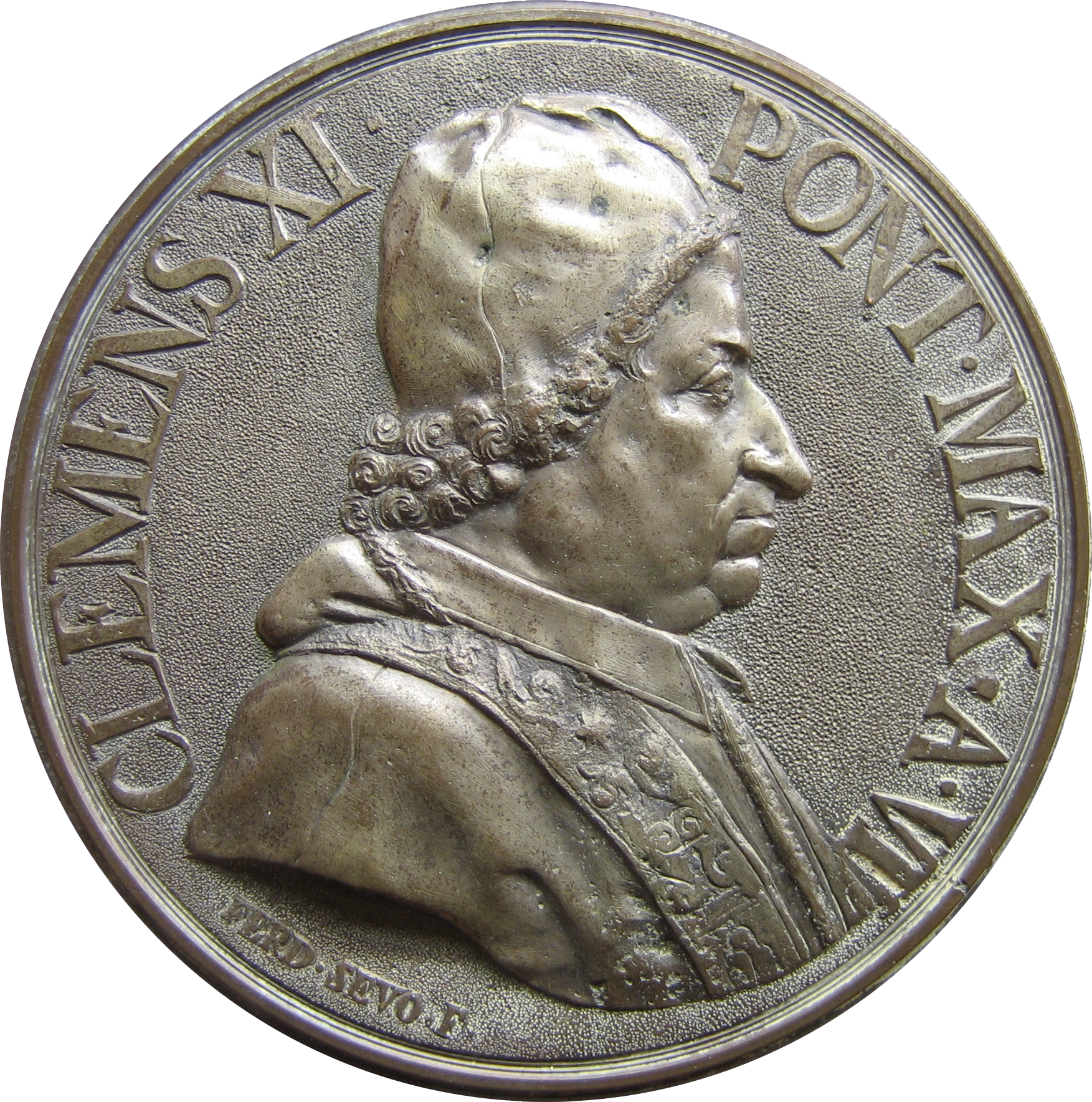
Médaille ou pièce à l'effigie de Clément.

En 1700, à la mort d'Innocent XII, le conclave s'apprêtait à élire le cardinal Galeazzo Marescotti mais la France y met son veto. Les cardinaux se tournent alors vers le cardinal Albani, diplomate qui n'a pourtant que 51 ans. Ordonné prêtre vingt-quatre heures avant son élection, il est immédiatement consacré évêque.
À peine élu, le nouveau souverain pontife doit faire face à la guerre de Succession d'Espagne : Charles II est en effet mort durant le conclave. Il prend d'abord parti, en 1701, pour Philippe V et la France. Néanmoins, cela lui vaut l'hostilité autrichienne et le problème de l'investiture du royaume de Naples et de Sicile lui vaut également le mécontentement de Philippe V. Les revers des troupes franco-espagnoles face à l'Empire laissent à découvert les États pontificaux. Le prince Eugène de Savoie-Carignan y fait entrer ses troupes. Clément XI doit se résigner à reconnaître Charles III en 1709 . Enfin, de nouveaux coups de théâtre surviennent : les Français reprennent le dessus, Joseph Ier meurt en 1711 et Charles quitte l'Espagne après son élection au trône impérial. Louis XIV, furieux, refuse la médiation de Clément XI et la papauté est représentée seulement par un observateur au traité de Rastatt après laquelle elle mit un certain temps à se remettre de la victoire Française.

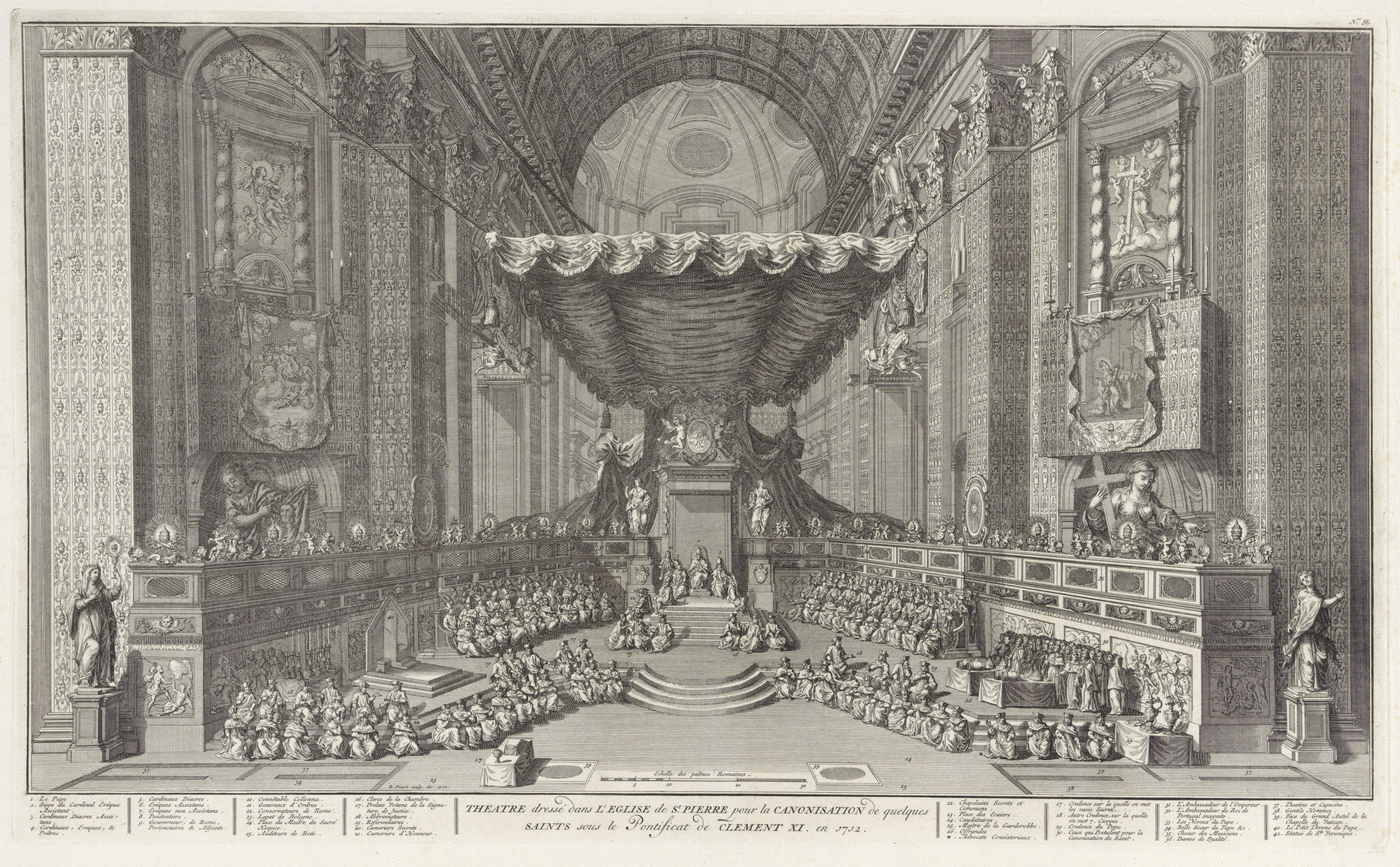
Théâtre dressé dans l'église Saint-Pierre pour la canonisation de quelques saints sous le pontificat de Clément XI (1712).

Dans le domaine de la doctrine catholique, il émit les bulles Vineam Domini (1705) et Unigenitus (1713) contre le jansénisme. Il fit de la fête de la conception de la Vierge Marie une fête d'obligation et canonisa entre autres Pie V. Une petite phrase marque un grand tournant dans la vie religieuse féminine : « Que les femmes gouvernent les femmes ».
Dans une lettre du 23 avril 1718, le pape Clément XI institue comme droit canonique à Rome l'Académie pontificale de théologie (it), qu'il combla de privilèges, pour que ce lieu d'études soit, selon les mots de Jean-Paul II, « le siège des disciplines sacrées et nourrisse les nobles esprits, et que, comme une source, elle produise des fruits abondants pour la cause catholique ».
Concernant son origine, il considérait l'Albanie comme sa patrie. Il fait part d'un intérêt pour ses compatriotes, accordant deux bourses d'études à des Albanais pour le collège de la Propaganda Fide en 1708, et une troisième avec une somme de 4 000 écus. Il a envoyé en Albanie les Franciscains qui ouvrent des écoles à partir de 1711, où on enseigne la langue albanaise. Il organise un synode à Merqine de Lezhe, pour faire face à l'islamisation du pays. Les origines albanaises du Pape Clément XI jouèrent un rôle dans les hostilités contre les Turcs. Il devint le promoteur de la Ligue européenne qui conduisit à deux défaites sanglantes des Turcs, à Petrovaradin et à Belgrade, par le prince Eugène de Savoie.
Il meurt le 19 mars 1721. Son successeur est Innocent XIII.
La famille Albani s'éteint en 1852, avec le prince don Philippe, dernier fils d'Horace III.

## ClémentXIet la bulleUnigenitus
On lit chez Chamfort (Maximes et anecdotes no 1277), lequel semble l'avoir lui-même tiré de Saint-Simon ou d'une source connexe :
« Le pape Clément XI disait, en pleurant d'avoir donné la Constitution : « Si le P. Le Tellier ne m'eût pas persuadé du pouvoir absolu du roi, jamais je n'aurais hasardé cette constitution. Le P. Le Tellier a dit au roi qu'il y avait dans le livre condamné plus de cent propositions censurables ; il n'a pas voulu passer pour un menteur. On m'a tenu le pied sur la gorge pour en mettre plus de cent : je n'en ai mis qu'une de plus ». »
La bulle Unigenitus, dite aussi Constitution, condamnait cent une propositions jansénistes extraites du livre du père Pasquier Quesnel, Réflexions morales sur le Nouveau Testament.